# تکلا استراکچرز (نرم‌افزار)
تکلا استراکچرز (به انگلیسی: Tekla Structures)یک نرم‌افزار مدل‌سازی اطلاعات ساختمان است که قادر به مدل‌سازی سازه‌هایی است که انواع مختلفی از مصالح ساختمانی از جمله فولاد، بتن، چوب و شیشه را در خود جای داده‌است. نرم‌افزار تکلا به طراحان و مهندسان سازه اجازه می‌دهد تا با استفاده از مدل‌سازی سه بعدی، سازه ساختمان و اجزای آن را طراحی کنند، نقشه‌های ۲ بعدی ایجاد کرده و به اطلاعات ساختمان دسترسی پیدا کنند. تکلا استراکچرز قبلاً با نام ایکس استیل (به انگلیسی: Xsteel)(X مانند سیستم X Window، پایه و اساس یونیکس GUI) شناخته می‌شدند.

## امکانات
نرم‌افزار تکلا در صنعت ساختمان برای تهیه جزئیات اجرایی در مورد فولاد و بتن، بتن پیش ساخته و بتن در جا مورد استفاده قرار می‌گیرد. این نرم‌افزار کاربران را قادر می‌سازد تا مدل‌های سه بعدی سازه ای را در سازه‌های بتنی یا فولادی ایجاد و مدیریت کنند و آنها را از طریق فرایند از مفهوم تا ساخت راهنمایی کند. فرایند ایجاد نقشه‌های کارگاهی به صورت خودکار انجام می‌شود و در تنظیمات مختلف و شرایط محیطی موضعی امکان‌پذیر است.
نرم‌افزار تکلا به این شناخته شده‌است که قابلیت پشتیبانی از مدل‌های بزرگ با چندین کاربر همزمان را دارد، امانسبتاً گران‌قیمت است و برای یادگیری و استفاده کامل از قابلیت‌های آن، پیچیده محسوب می‌شود. این شرکت در بازار BIM با نرم‌افزارهای اتوکد، Autodesk Revit , DProfiler و Digital Project , Lucas Bridge , PERICad و … رقابت می‌کند. نرم‌افزار تکلا از جمله حدود ۴۰ سیستم رقابتی دیگر سازگار با کلاس‌های بنیادین صنعت (IFC) است.
دامنه‌های مدل‌سازی در نرم‌افزار تکلا شامل سازه‌های فلزی، ریخته‌گری در محل (CIP)، بتن، آرماتورهای تقویت کننده، فولاد متفرقه و قاب‌بندی دیوار خشکه چین سبک است. انتقال نرم‌افزار Xsteel به نرم‌افزار تکلا در سال ۲۰۰۴، عملکرد و قابلیت همکاری نرم‌افزار تکلا را به میزان قابل توجهی افزایش داد. این نرم‌افزار اغلب در رابطه با نرم‌افزار Autodesk Revit، جایی که قاب‌بندی سازه ای درنرم افزار تکلا طراحی شده‌است و با استفاده از فرمت DWG / DXF به Revit صادر می‌شود، مورد استفاده قرار می‌گیرد.

## کاربردها
مهندسان از نرم‌افزار تکلا برای مدل‌سازی استادیوم‌ها، سازه‌های دریایی، کارخانه‌ها، ساختمان‌های مسکونی، پل‌ها و آسمان خراش‌ها استفاده کرده‌اند. از نرم‌افزار تکلا در طراحی ساخت و ساز پروژه‌های مختلف در سراسر جهان استفاده شده‌است، از جمله:
- جایگزینی Grandstand , Speedway International Daytona (ایالات متحده)[۱۲][۱۳]
- Frontstretch Grandstands , Speedway International Daytona (ایالات متحده آمریکا)[۱۴]
- فرودگاه بین‌المللی دنور (ایالات متحده)[۱۵]
- ورزشگاه زمین لرزه سان خوزه (ایالات متحده آمریکا)[۱۶]
- BB&T Ballpark (شارلوت، ایالات متحده آمریکا)[۱۷]
- جایگزینی Spillway، Manitoba Hydro (ایالات متحده)[۱۸][۱۹][۲۰]
- سقف استادیوم ملی، مرکز ورزشی سنگاپور (سنگاپور)[۲۱]
- مرکز دانشجویی خرس قرمز، دانشگاه ساسکاچوان (کانادا)[۲۲]
- پل Troja (پراگ)[۲۳]
- سوپرمارکت تسکو (شرینگام، انگلستان)[۲۴]
- استادیوم دانشگاه بیلور (استرالیا)[۲۵]
- Canopée des Halles , Forum des Halles (پاریس، فرانسه)[۲۶]
- مرکز پزشکی ساتر (کالیفرنیا، ایالات متحده)[۲۷]
- گسترش، فرودگاه بین‌المللی چنای (هند)[۲۸]
- دونگدائون طراحی پلازا (سئول)[۲۹]
- دروازه پایتخت (ابوظبی)[۴][۴][۲۹]
- مجتمع ترمینال میدفیل، فرودگاه ابوظبی (ابوظبی)
- منطقه مالی ملک عبدالله (عربستان سعودی)[۳۰]
- مرکز فرهنگ جهانی پادشاه عبدالعزیز (عربستان سعودی)[۳۱]
- موزه ملی قطر (قطر)
- مسافرخانه هیلتون گاردن (امارات)[۳۲]
- مرکز خرید Puuvilla (فنلاند)[۳۳][۳۴]
- تالار مشاهیر دانشکده فوتبال (آتلانتا، GA)[۳۵]

نرم‌افزار تکلا به‌طور گسترده‌ای برای طراحی فولاد کاپیتال گیت در ابوظبی امارات مورد استفاده قرار گرفت. فایل‌های تهیه شده از نرم‌افزار تکلا ساخت سریعتر اعضای فولادی را تسهیل می‌کند. جف شفیلد یکی از معماران اظهار داشت: «زمان مناسب در تاریخ بود و ما از فناوری مناسبی برای تحقق این امر برخوردار بودیم».
پروژه جایگزینی Manitoba Hydro Spillway با استفاده از نرم‌افزار تکلا طراحی شد، و در نتیجه برای «مدل‌سازی موفق و هماهنگی طراحی آن»، پروژه ای شد که جایزه BIM TEKLA 2012 آمریکای شمالی را برای «بهترین پروژه بتنی» کسب کرد. این نخستین پروژه هیدروالکتریک بود که جزییات فولاد، بتن و میلگرد را با استفاده از نرم‌افزار تکلا به‌طور کامل و به تفصیل در آن دیده شده‌است.